# Knut Holmann
Knut Holmann (Oslo, 21 juli 1968) is een Noors kanovaarder. Hij nam vier keer deel aan de Olympische Zomerspelen en wist daarbij zes medailles te halen, waarvan drie gouden. Daarnaast haalde hij 13 medailles op een WK, waarvan vier wereldtitels. Bij de spelen van Sydney droeg hij de Noorse vlag het stadion binnen.

## Palmares

### kano k1 500 m
- 1991:  WK Parijs
- 1992:  OS Barcelona
- 1994:  WK Mexico
- 1995:  WK Duisburg
- 1996:  OS Atlanta
- 2000:  OS Sydney

### kano K1 1000 m
- 1990:  WK Poznan
- 1991:  WK Parijs
- 1992:  OS Barcelona
- 1993:  WK Kopenhagen
- 1994:  WK Mexico
- 1995:  WK Duisburg
- 1996:  OS Atlanta
- 1997:  WK Dartmouth
- 1998:  WK Szeged
- 1999:  WK Milaan
- 2000:  OS Sydney

### kano k1 10.000m
- 1993:  WK Kopenhagen

### kano K4 200 m
- 1998:  WK Szeged

1976: Vasile Dîba ·
1980: Vladimir Parfenovitsj ·
1984: Ian Ferguson ·
1988: Zsolt Gyulay ·
1992: Mikko Kolehmainen ·
1996: Antonio Rossi ·
2000: Knut Holmann ·
2004: Adam van Koeverden ·
2008: Ken Wallace
1936: Gregor Hradetzky ·
1948: Gert Fredriksson ·
1952: Gert Fredriksson ·
1956: Gert Fredriksson ·
1960: Erik Hansen ·
1964: Rolf Peterson ·
1968: Mihály Hesz ·
1972: Aleksandr Sjaparenko ·
1976: Rüdiger Helm ·
1980: Rüdiger Helm ·
1984: Alan Thompson ·
1988: Greg Barton ·
1992: Clint Robinson ·
1996: Knut Holmann ·
2000: Knut Holmann ·
2004: Eirik Verås Larsen ·
2008: Tim Brabants ·
2012: Eirik Verås Larsen ·
2016: Marcus Walz ·
2020: Bálint Kopasz ·
2024: Josef Dostál